# Williams FW14
Williams FW14 je Williamsov dirkalnik Formule 1, ki je bil v uporabi med sezonama 1991 in 1992, ko sta z njim dirkala Nigel Mansell in Riccardo Patrese. Zasnovala sta ga Patrick Head in Adrian Newey, ki je začel na dirkalniku delati sredi leta 1990, ko je prišel v moštvo iz Marcha. Tam je izdelav nekaj zelo aerodinamično dodelanih dirkalnikov z majhnim proračunom, zato je lahko z Williamsovimi večjimi sredstvi še bolj razvil svoje ideje. Zasnova dirkalnika je bila dovolj vabljiva za Nigela Mansella, da je spremenil svoje načrte o upokojitvi in s Ferrarija prestopil nazaj v Williams. Dirkalnik je poganjal V10 Renaultov motor, FW14 pa je bil najbolj tehnično dodelan dirkalnik tistega časa s polavtomatskim menjalnikom, aktivnim podvozjem, sistem proti zdrsu pogonskih koles in kratek čas tudi s sistemom proti blokiranju koles pri zaviranju. K temu je Newey dodal še odlično aerodinamiko, tako da je bil dirkalnik korak pred konkurenco, ki so jo predstavljali predvsem McLaren MP4/6, Ferrari 643 in Lotus 107, čeprav so na začetku kritiki opozarjali, da je dirkalnik celo preveč tehnično napreden, kar bi lahko pomenilo težavo pri zanesljivosti. Williams FW14 je dosegel sedemnajst zmag, 22 najboljših štartnih položajev in 289 točk. Zaradi prepovedi elektronskih dirkaških pomagal pred sezono 1994, veljata dirkalnika FW14 in FW15 za tehnološko najbolj napredna dirkalnika, ki sta bila kadarkoli zgrajena.
Williams FW14 je debitiral na prvi dirki sezone 1991 za Veliko nagrado ZDA, kjer pa sta oba dirkalnika odstopila zaradi mehanskih okvar, kar je povzročalo moštvu težave predvsem na prvih štirih dirkah sezone. Nigel Mansell in Riccardo Patrese sta med sezono dosegla sedem zmag in še devet uvrstitev na stopničke, toda dirkaški naslov je osvojil Ayrton Senna z bolj zanesljivim McLarnom, ki je osvojil tudi konstruktorski naslov prvaka, Williams pa je bil drugi z 125-imi točkami.

## Williams FW14B
Za sezono 1992 je bil pripravljen izboljšan dirkalnik FW14B, ki je bil eden najbolj dominantnih dirkalnikom v zgodovini Formule 1. Mansell je dosegel tedaj rekordnih devet zmag v sezoni, Patrese pa je dodal še štiri, od tega je bilo kar šest dvojnih zmag. Williams je zanesljivo osvojil konstruktorski naslov prvaka, toda zaradi prihoda Alaina Prosta je po koncu sezone zapustil moštvo. 

## Popolni rezultati Formule 1
(legenda) (Odebeljene dirke pomenijo najboljši štartni položaj)
| Leto | Moštvo     | Motor       | Gume | Dirkači | 1   | 2   | 3   | 4   | 5   | 6   | 7   | 8   | 9   | 10  | 11  | 12  | 13  | 14  | 15  | 16  | Toč | Prv |
| ---- | ---------- | ----------- | ---- | ------- | --- | --- | --- | --- | --- | --- | --- | --- | --- | --- | --- | --- | --- | --- | --- | --- | --- | --- |
| 1991 | WilliamsF1 | Renault V10 | G    |         | ZDA | BRA | SMR | MON | KAN | MEH | FRA | VB  | NEM | MAD | BEL | ITA | POR | ŠPA | JAP | AVS | 125 | 2.  |
| 1991 | WilliamsF1 | Renault V10 | G    | Mansell | Ret | Ret | Ret | 2   | 6   | 2   | 1   | 1   | 1   | 2   | Ret | 1   | DSQ | 1   | Ret | 2   | 125 | 2.  |
| 1991 | WilliamsF1 | Renault V10 | G    | Patrese | Ret | 2   | Ret | Ret | 3   | 1   | 5   | Ret | 2   | 3   | 5   | Ret | 1   | 3   | 3   | 5   | 125 | 2.  |
| 1992 | WilliamsF1 | Renault V10 | G    |         | JAR | MEH | BRA | ŠPA | SMR | MON | KAN | FRA | VB  | NEM | MAD | BEL | ITA | POR | JAP | AVS | 164 | 1.  |
| 1992 | WilliamsF1 | Renault V10 | G    | Mansell | 1   | 1   | 1   | 1   | 1   | 2   | Ret | 1   | 1   | 1   | 2   | 2   | Ret | 1   | Ret | Ret | 164 | 1.  |
| 1992 | WilliamsF1 | Renault V10 | G    | Patrese | 2   | 2   | 2   | Ret | 2   | 3   | Ret | 2   | 2   | 8   | Ret | 3   | 5   | Ret | 1   | Ret | 164 | 1.  |